# Scandinavian Airlines Flight 1209
Scandinavian Airlines Flight 1209 var en flyulykke, der skete den 9. september 2007 på Aalborg lufthavn. Det var på vej fra Københavns lufthavn til Aalborg. 
Ulykken indtrådte, da flyets landingsstel brød sammen under landing. Ingen ombordværende kom til skade. 
| Luftfart | Spire Denne artikel om flyvning er en spire som bør udbygges. Du er velkommen til at hjælpe Wikipedia ved at udvide den. |